# Birte Blønd
Birte Blønd (født 31. juli 1932 i Gråsten, død 16. juni 2018 i Aarhus) var en dansk digter og forfatter. Hun blev uddannet folkeskolelærer (1955), lægesekretær (1967), cand.phil. i tysk (1985) og uddannet fra Forfatterskolen 1994. Hun underviste i en periode i kreativ skrivning ved FOF i Aarhus.

## Udgivelser
- Løbe stormen ud til kanten, Attika 1996 (digte)
- Grænsegænger, Forlaget Hovedland 2001 (roman)
- Skillelinier, Forlaget Hovedland 2004 (roman)
- Dansen kan begynde, Forlaget Hovedland 2006 (roman)